# Новгородковская волость
Новгородковская волость — административно-территориальная единица Александрийского уезда Херсонской губернии.
По состоянию на 1886 состояла из 7 поселений, 5 сельских общин. Население 15 124 человек (2391 мужского пола и 2536 женского), 2631 дворовое хозяйство.
|                        | Площадь, десятин | В том числе пахотной, дес. |
| ---------------------- | ---------------- | -------------------------- |
| Сельских общин         | 31 164           | 18 409                     |
| Частной собственности  | -                | -                          |
| Казённой собственности | 13 802           | 3891                       |
| Другой собственности   | 270              | 160                        |
| Всего                  | 45 236           | 22 460                     |

Самые большие поселения волости:
- Новгородка (Куцовка) — местечко при реке Вершино-Каменка в 50 верстах от уездного города, 4928 человек, 819 дворов, православная церковь, еврейский молитвенный дом, школа, 17 лавок, винный склад, постоялый двор, 4 ярмарки в год: Алексеевская 17 марта, Вознесенская, Ильинская 20 июля и 8 ноября, рынки по пятницам и воскресеньям.
- Губовка — село при реке Ингул, 3253 человека, 573 двора, 2 православные церкви и школа.
- Ингульская Каменка — село при реках Ингул и Каменка, 3322 человека, 560 дворов, православная церковь, школа и 6 лавок, базары по воскресеньям.
- Калиновка — село при реке Ингул, 2139 человек, 332 двора, православная церковь и школа.
- Новогригоровка (Маржановка) — село при реке Ингул, 1482 человека, 245 дворов, православная церковь и лавка.